# Myosotis ramosissima
Myosotis ramosissima é uma espécie de planta com flor pertencente à família Boraginaceae. 
A autoridade científica da espécie é Rochel, tendo sido publicada em Oesterreichs Flora. Ein Taschenbuch auf botanischen Excursionen, ed. 2 1: 366. 1814.

## Portugal
Trata-se de uma espécie presente no território português, nomeadamente os seguintes táxones infraespecíficos:
- Myosotis ramosissima subsp. globularis - presente em Portugal Continental. Em termos de naturalidade é nativa da região atrás referida. Não se encontra protegida por legislação portuguesa ou da Comunidade Europeia.
- Myosotis ramosissima subsp. ramosissima - presente em Portugal Continental e no Arquipélago dos Açores. Em termos de naturalidade é nativa de Portugal Continental e introduzida no Arquipélago dos Açores. Não se encontra protegida por legislação portuguesa ou da Comunidade Europeia.